# Boulevard Arthur-Sauvé
Le boulevard Arthur-Sauvé est une artère d'orientation nord-sud située à Laval et Saint-Eustache ainsi qu'à Mirabel où il porte le nom de route Arthur-Sauvé. Cet axe routier est un segment de la route 148.

## Situation et accès
Cette route a une longueur d'environ 32,8 km. C'est une route bidirectionnelle variant entre une à deux voies par direction.
Le boulevard débute au sud, à Laval, à la jonction de l'avenue des Bois. Il y croise entre autres le boulevard Dagenais et le boulevard Sainte-Rose. Il franchit ensuite la rivière des Mille Îles sur le pont Arthur-Sauvé. Au-delà du pont, le boulevard se poursuit dans Saint-Eustache, où il croise le chemin de la Grande-Côte / rue Saint-Louis et l'autoroute 640. À Mirabel, le boulevard devient une route rurale sans intersections importantes. La route se termine au nord à la jonction de la route Sir-Wilfrid-Laurier (route 158) tout juste après avoir franchi l'autoroute Guy-Lafleur.

## Origine du nom
Le nom du boulevard rend hommage à Arthur Sauvé, journaliste et personnalité politique locale qui fut chef de l'opposition officielle du Québec entre 1916 et 1929 et père du premier ministre Paul Sauvé. 

## Historique
Ce boulevard qui est un témoin du développement urbain de la région a reçu son nom actuel le 31 mai 1984 à Saint-Eustache, le 6 septembre 1989 à Laval et le 21 octobre 1993 à Mirabel.